# ミソサザイ

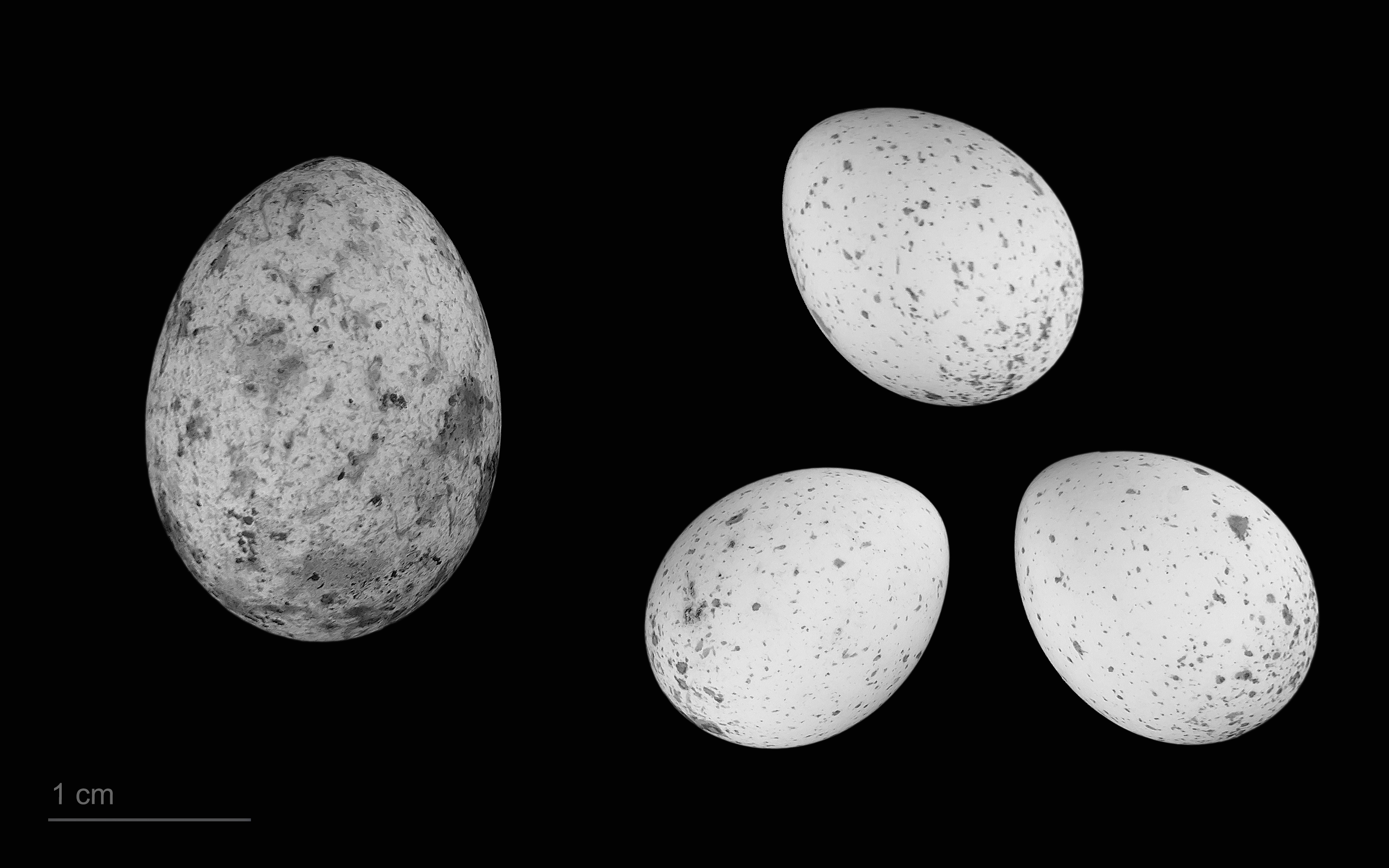
Cuculus canorus canorus + Troglodytes troglodytes

ミソサザイ（鷦鷯、三十三才、学名 Troglodytes troglodytes (Linnaeus, 1758)）は、スズメ目ミソサザイ科ミソサザイ属に分類される鳥類の1種。

## 分布
ヨーロッパ、アフリカ北部、西アジア、中央アジアからロシア極東部、東南アジア北部、中国、台湾、朝鮮半島、日本にかけてと、北アメリカ西部および東部で繁殖し、北方で繁殖した個体は冬季南方へ渡る。
日本では留鳥として、大隅諸島以北に周年生息している。亜高山帯〜高山帯で繁殖するとされているが、亜高山帯には属さない宮崎県の御池野鳥の森では繁殖期にも観察されており、繁殖していると思われる。
繁殖期の一部の個体は、秋〜春先にかけては低山帯や平地に降りて越冬する（漂鳥）。

## 形態
全長が約11 cm、翼開長が約16 cm。体重7-13g。和名のサザイは、古くは「小さい鳥」を指す「さざき」が転じた。また溝（谷側）の些細の鳥が訛ってミソサザイと呼ばれるようになったとする説がある。全身は茶褐色で、体の上面と翼に黒褐色の横斑が、体の下面には黒色と白色の波状横斑がある。雌雄同色である。体つきは丸みを帯びており、尾は短い。よく短い尾羽を上に立てた姿勢をとる。

## 生態
日本の野鳥の中でも、キクイタダキと共に最小種のひとつ。常に短い尾羽を立てて、上下左右に小刻みに震わせている。属名、種小名troglodytesは「岩の割れ目に住むもの」を意味する。
茂った薄暗い森林の中に生息し、特に渓流の近辺に多い。単独か番いで生活し、群れを形成することはない。繁殖期以外は単独で生活する。
早春の2月くらいから囀り始める習性があり、平地や里山などでも2月頃にその美しい囀りを耳にすることができる。小さな体の割には声が大きく、高音の大変に良く響く声で「チリリリリ」とさえずる。また地鳴きで「チャッチャッ」とも鳴く。同じような地鳴きをするものにウグイスがいるが、ウグイスの地鳴きと比べて明らかに金属的な鋭い声で「ジジッ」と聞こえる。ミソサザイの地鳴きを聞いたことがある人なら、聞き間違えることはないほどの相違点がある。秋〜早春、場所によっては両種が同じ環境で生活しているため、初めて聞く人にとって、両種の特定には注意が必要である。
食性は動物食で、昆虫、クモ類を食べる。
繁殖形態は卵生。繁殖期は5-8月で、4-6卵を産む。抱卵日数は14-15日、16-17日で雛は巣立つ。一夫多妻制でオスは営巣のみを行い、抱卵、育雛はメスが行う。
ミソサザイは、森の中のがけ地や大木の根元などにコケ類や獣毛等を使って壷型の巣を作るが、他の鳥と異なり、オスは自分の縄張りの中の2個以上の巣を作り、移動しながらさえずってメスを誘う。ただし、オスが作るのは巣の外側のみで実際の繁殖に使用されるものは、作られた巣の内の1個のみであり、巣の内側はオスとつがいになったメスが完成させる。
また、巣自体にも特徴があり、通常の壷巣は出入口が1つのみであるが、ミソサザイの巣は、入口と出口の双方がそれぞれ反対側に設計されている。抱卵・育雛中の親鳥が外敵から襲われると、中にいる親鳥は入り口とは反対側の出口から脱出するといわれている。巣の表面はコケなどでカモフラージュされているため目立たない。

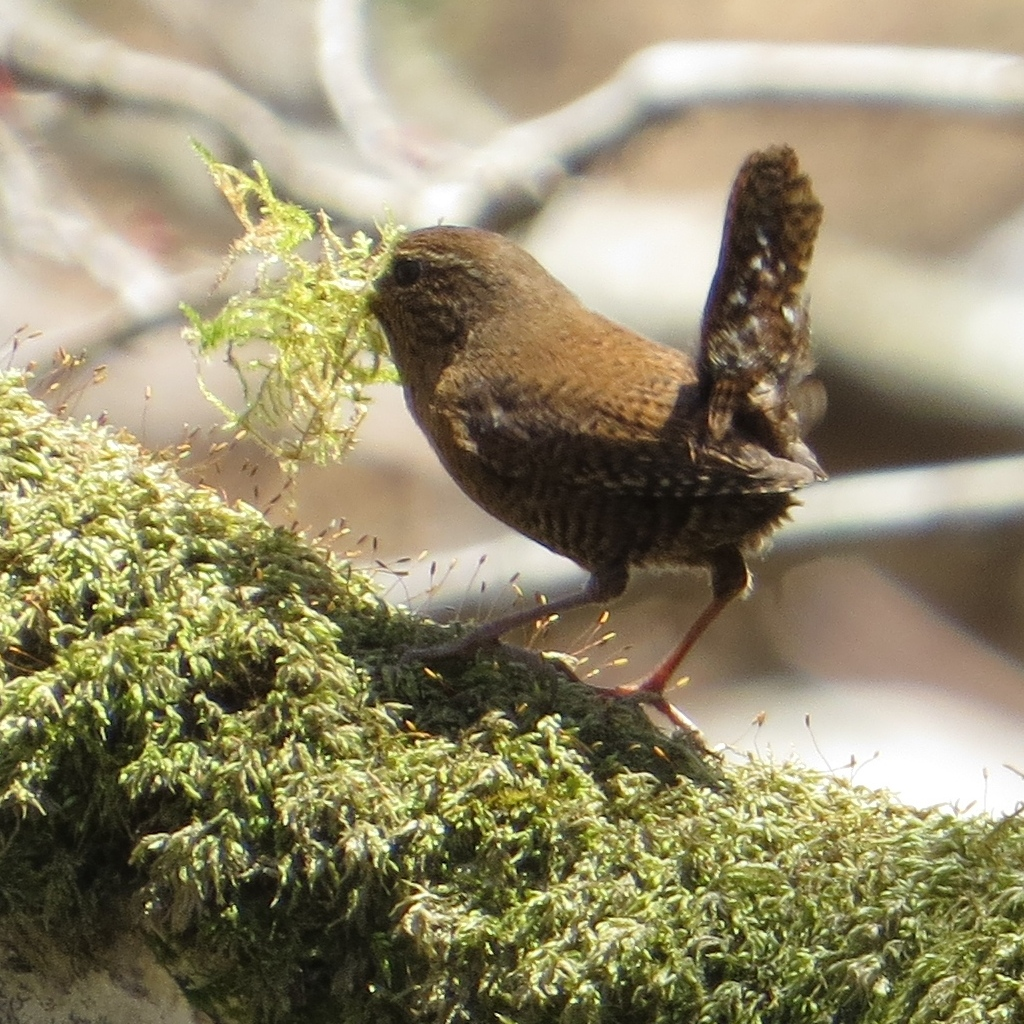
コケをくわえて巣作りを行うミソサザイ
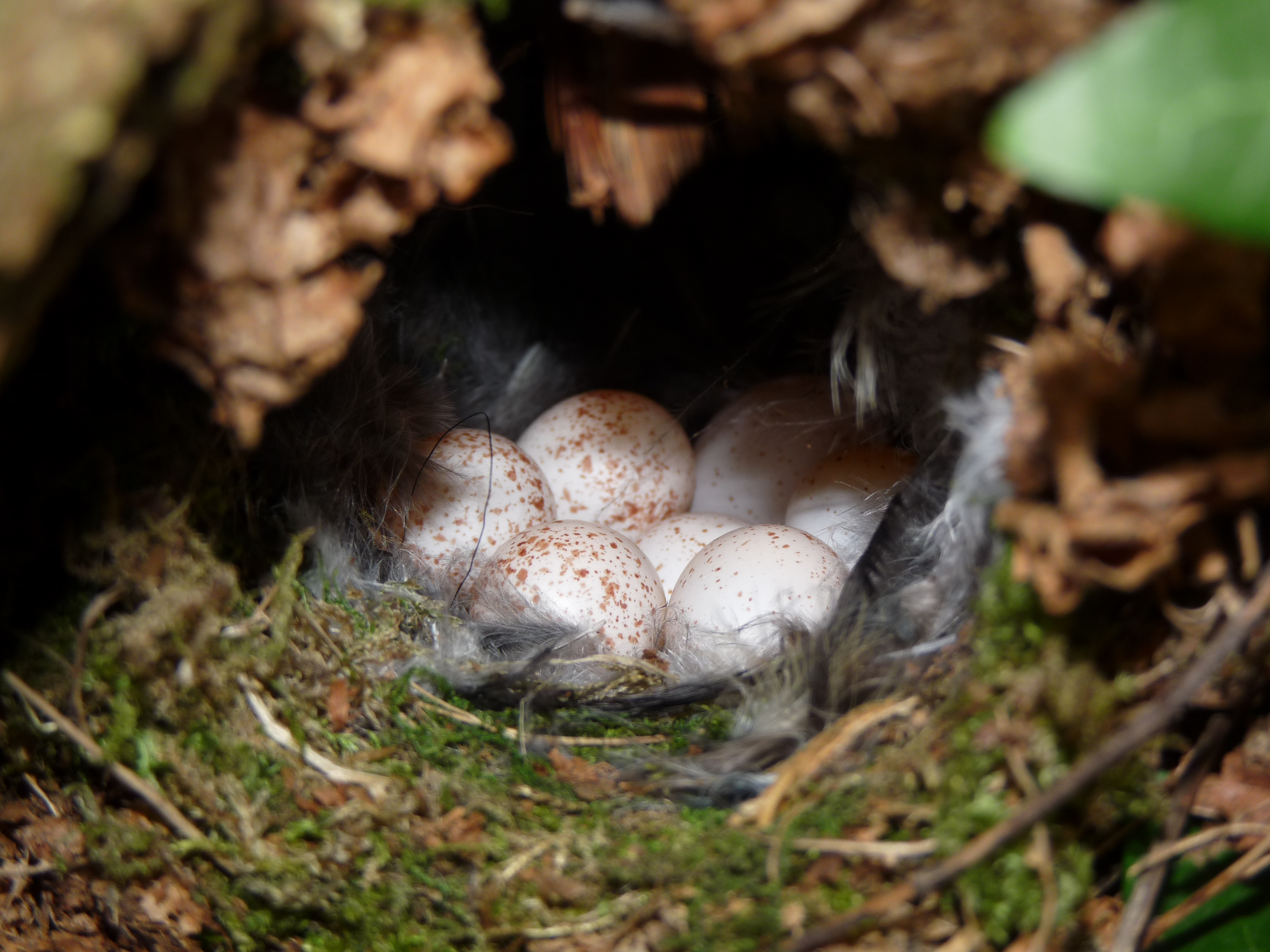
巣と卵
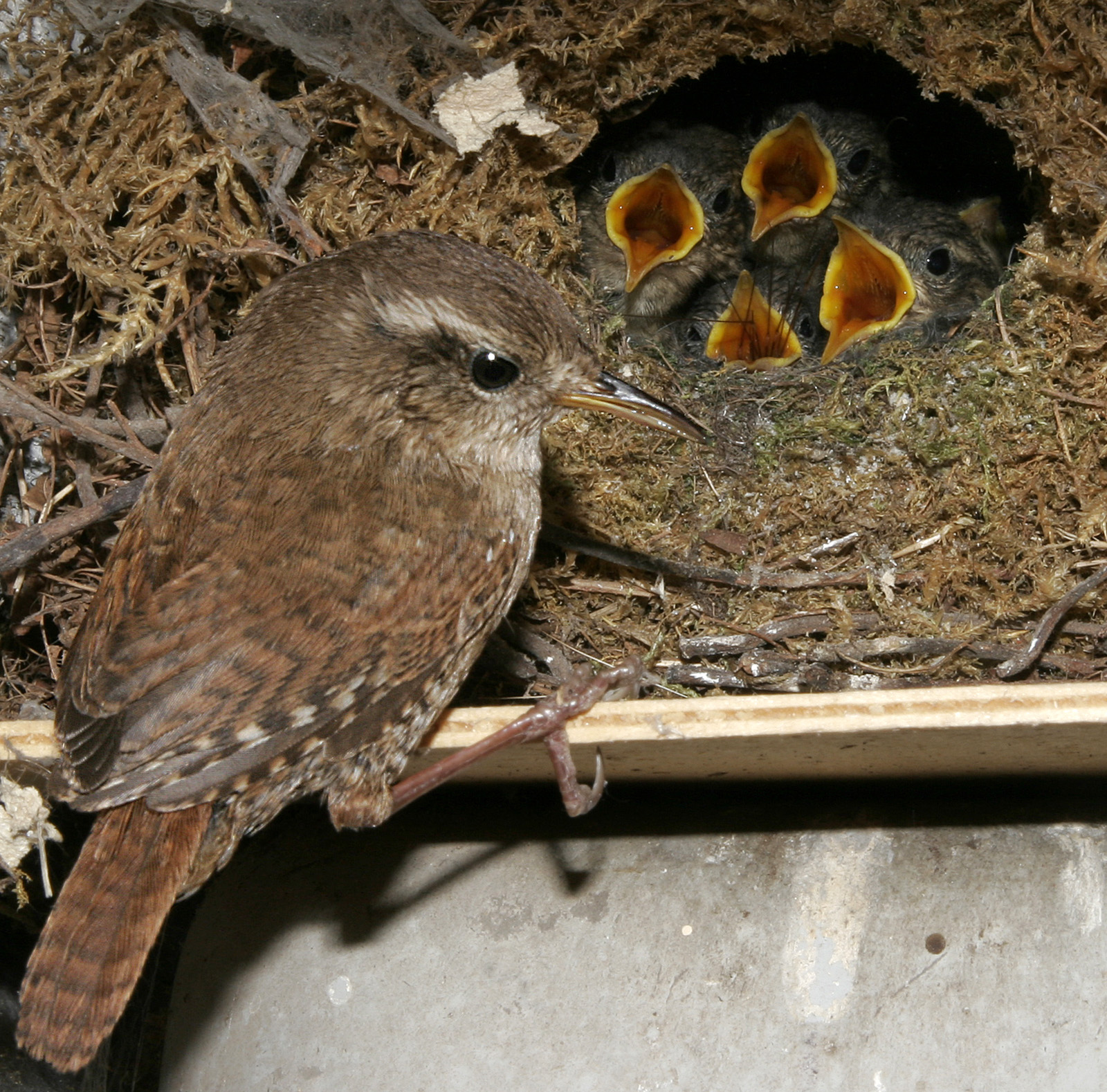
親と雛

## 分類

### ミソサザイ属
ミソサザイ属（Troglodytes）は、以下の種に分類されている。
- Troglodytes troglodytes (Linnaeus, 1758) - ミソサザイ、英名：Eurasian Wren
- Troglodytes hiemalis Vieillot, 1819 - 英名：Eastern Winter Wren
- Troglodytes pacificus Baird, SF, 1864 - 英名：Pacific Wren
- Troglodytes tanneri Townsend, CH, 1890 - クラリオンミソサザイ、英名：Clarión Wren
- Troglodytes aedon Vieillot, 1809 - イエミソサザイ、英名：House Wren
- Troglodytes cobbi Chubb, 1908 - 英名：Cobb's Wren
- Troglodytes sissonii (Grayson, 1868) - 英名：Socorro Wren
- Troglodytes rufociliatus (Sharpe, 1882) - アカマユヤマミソサザイ、英名：Rufous-browed Wren
- Troglodytes ochraceus Ridgway, 1882 - キイロヤマミソサザイ、英名：Ochraceous Wren
- Troglodytes solstitialis Sclater, PL, 1859 - ヤマミソサザイ、英名：Mountain Wren
- Troglodytes monticola Bangs, 1899 - サンタマルタミソサザイ、英名：Santa Marta Wren
- Troglodytes rufulus Cabanis, 1849 - アカチャミソサザイ、英名：Tepui Wren

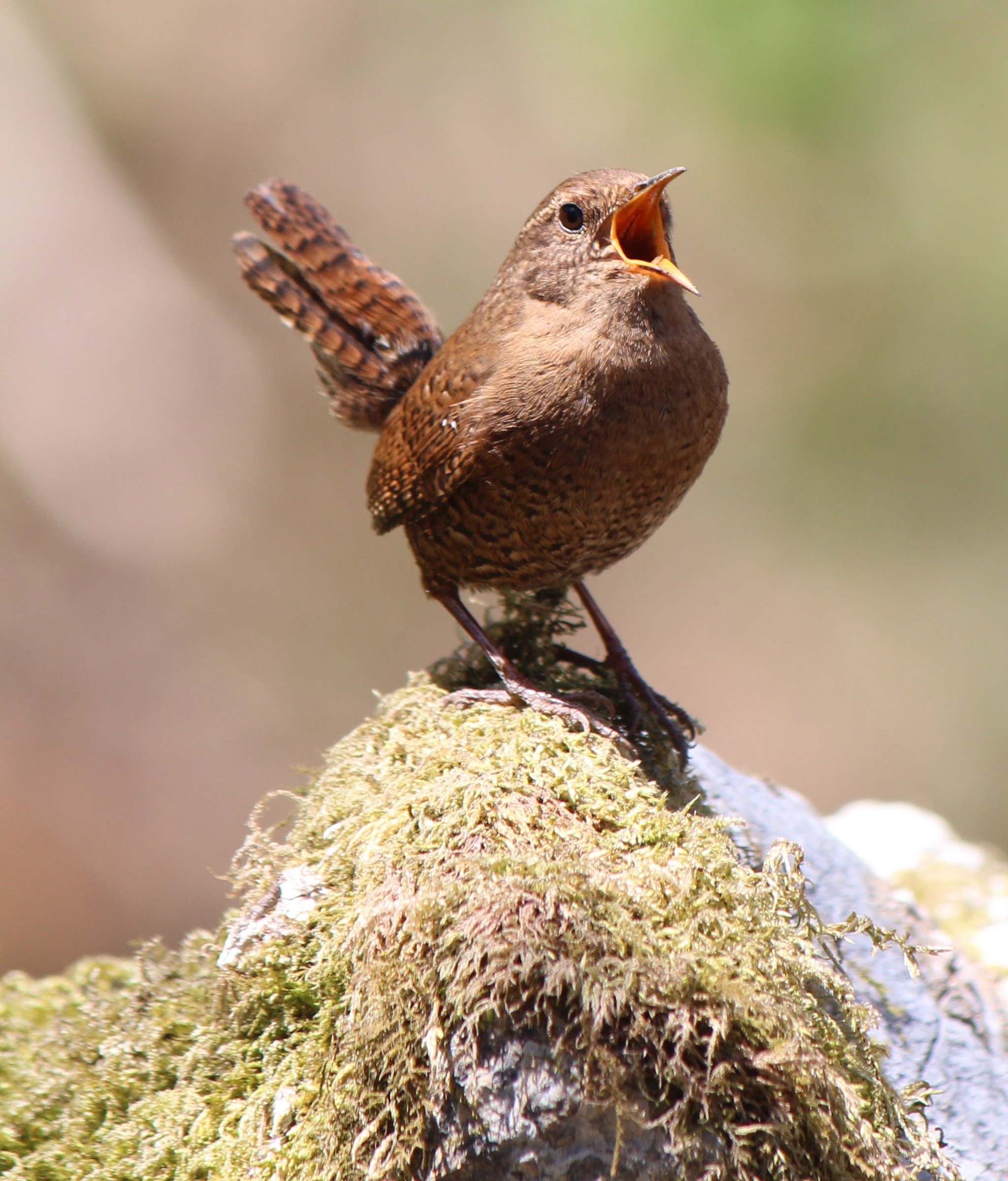
T. troglodytes ミソサザイ
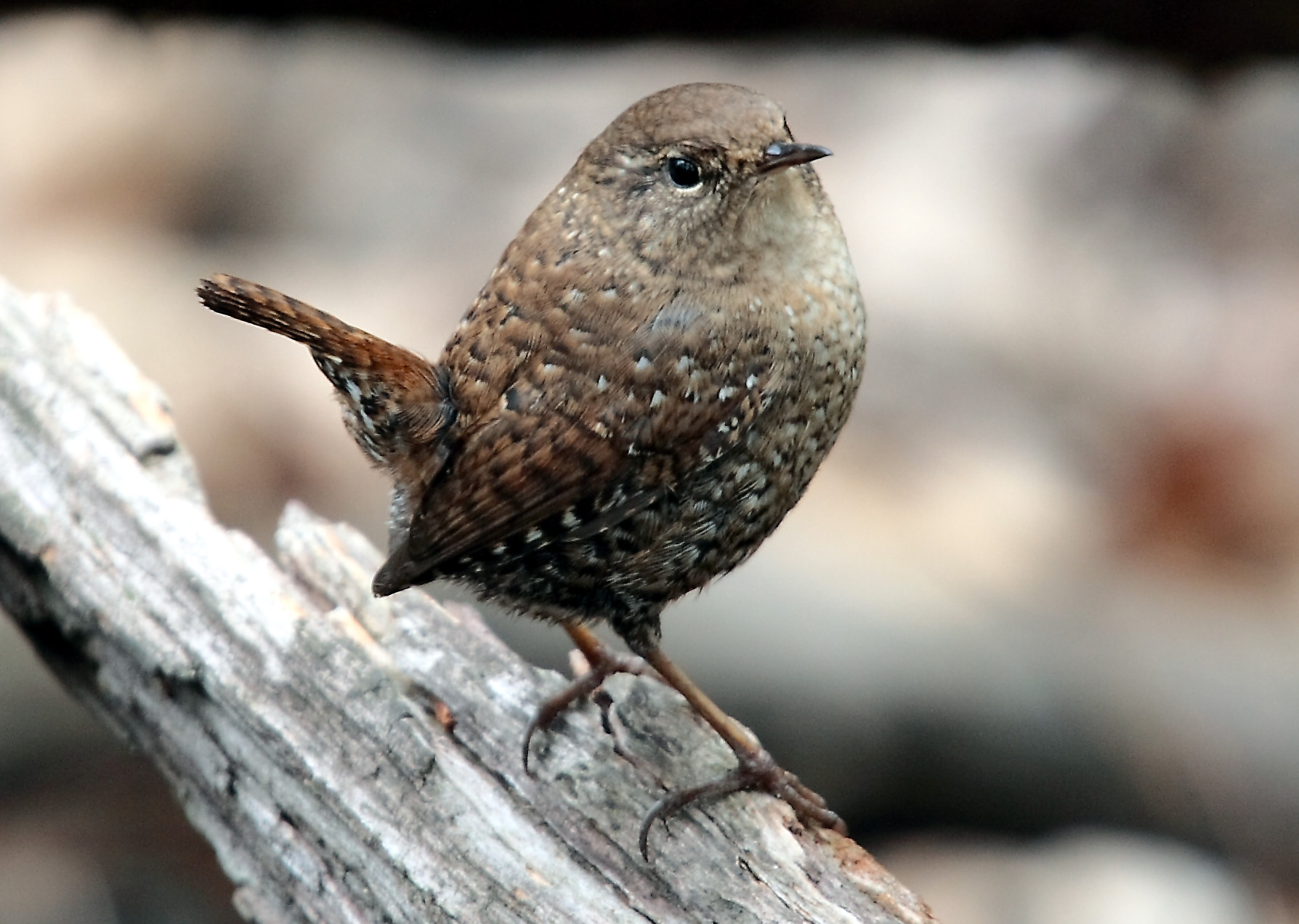
T. hiemalis
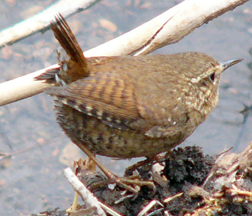
T. pacificus
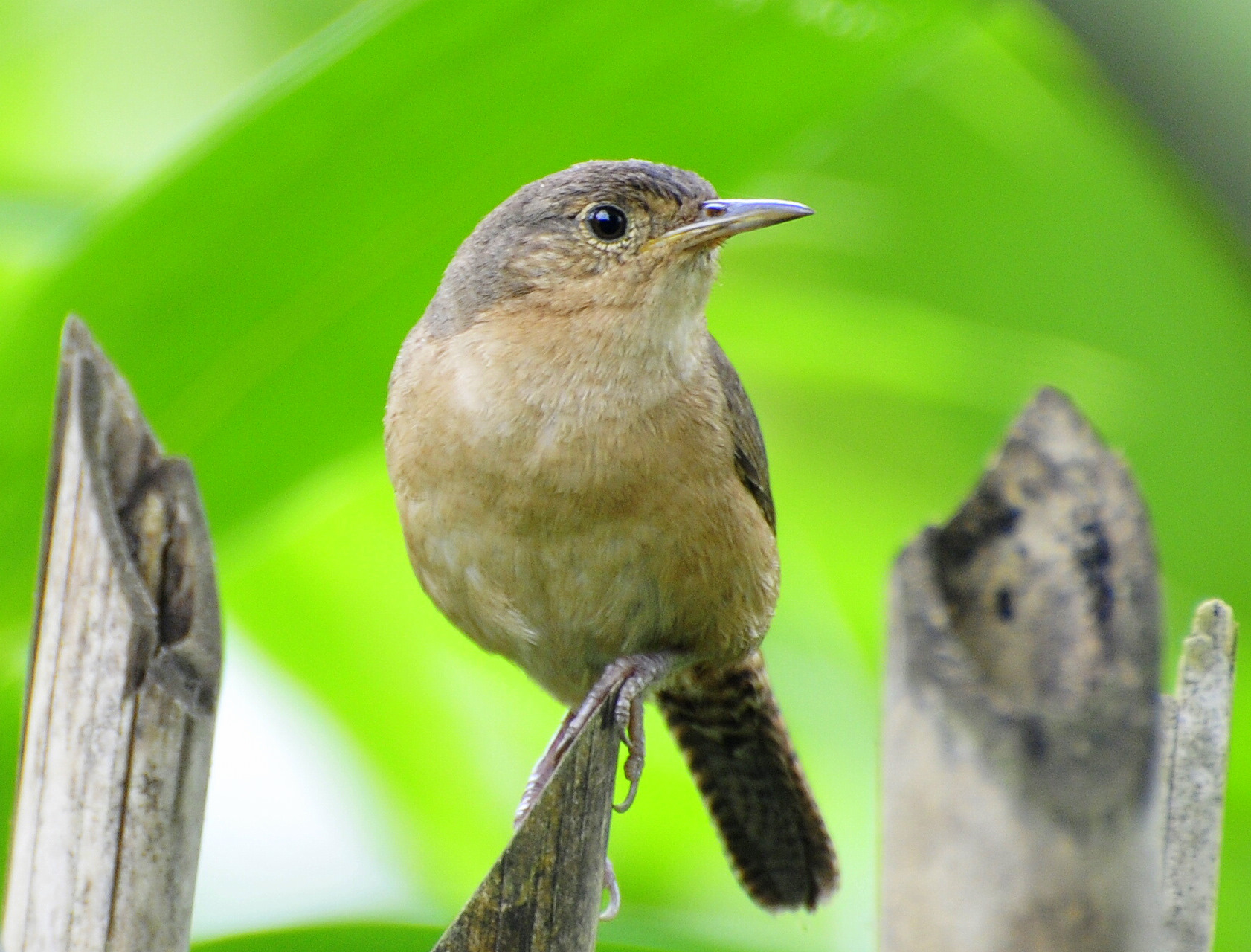
T. aedon イエミソサザイ
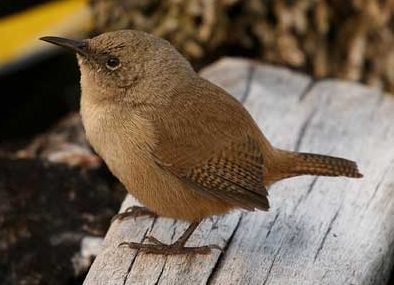
T. cobbi
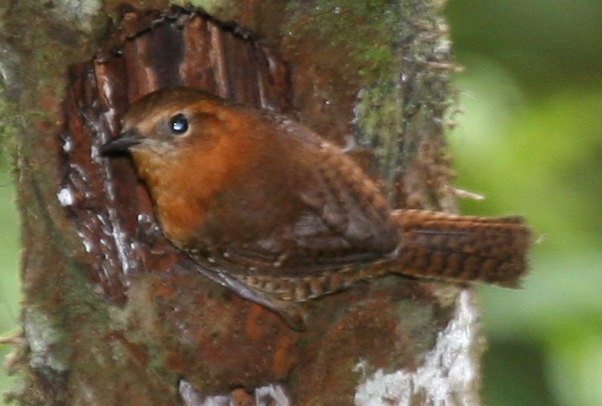
T. rufociliatus アカマユヤマミソサザイ
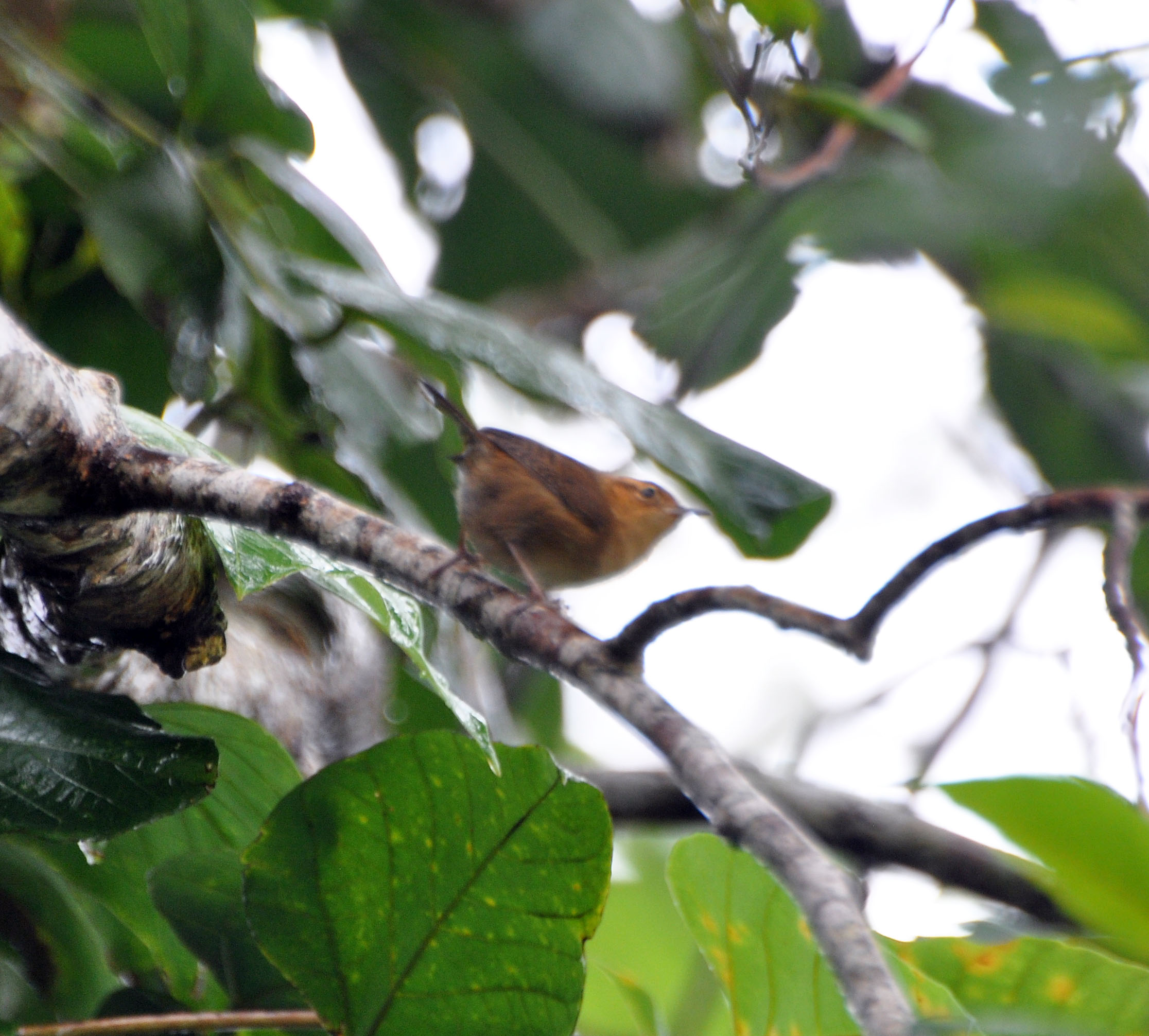
T. ochraceus キイロヤマミソサザイ
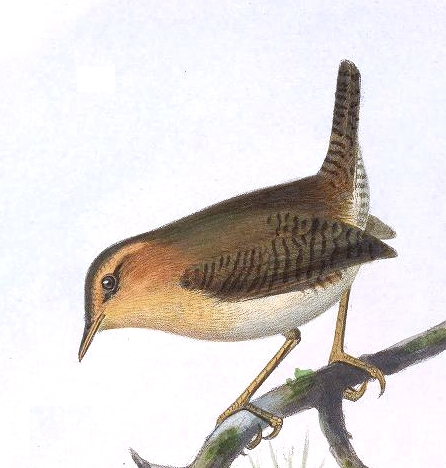
T. solstitialis ヤマミソサザイ

### 亜種
ミソサザイ（T. troglodytes）は、以下の亜種に分類されている。
- T. t. islandicus Hartert, 1907 - アイスランドに分布する。
- T. t. borealis JCH, 1861 - デンマークのフェロー諸島に分布する。
- T. t. zetlandicus Hartert, 1910 - スコットランドのシェトランド諸島に分布する。
- T. t. fridariensis Williamson, 1951 - シェトランド諸島南部のフェア島に分布する。
- T. t. hirtensis Seebohm, 1884 - イギリスのセント・キルダに分布する。
- T. t. hebridensis Meinertzhagen, 1924 - スコットランドのヘブリディーズ諸島に分布する。

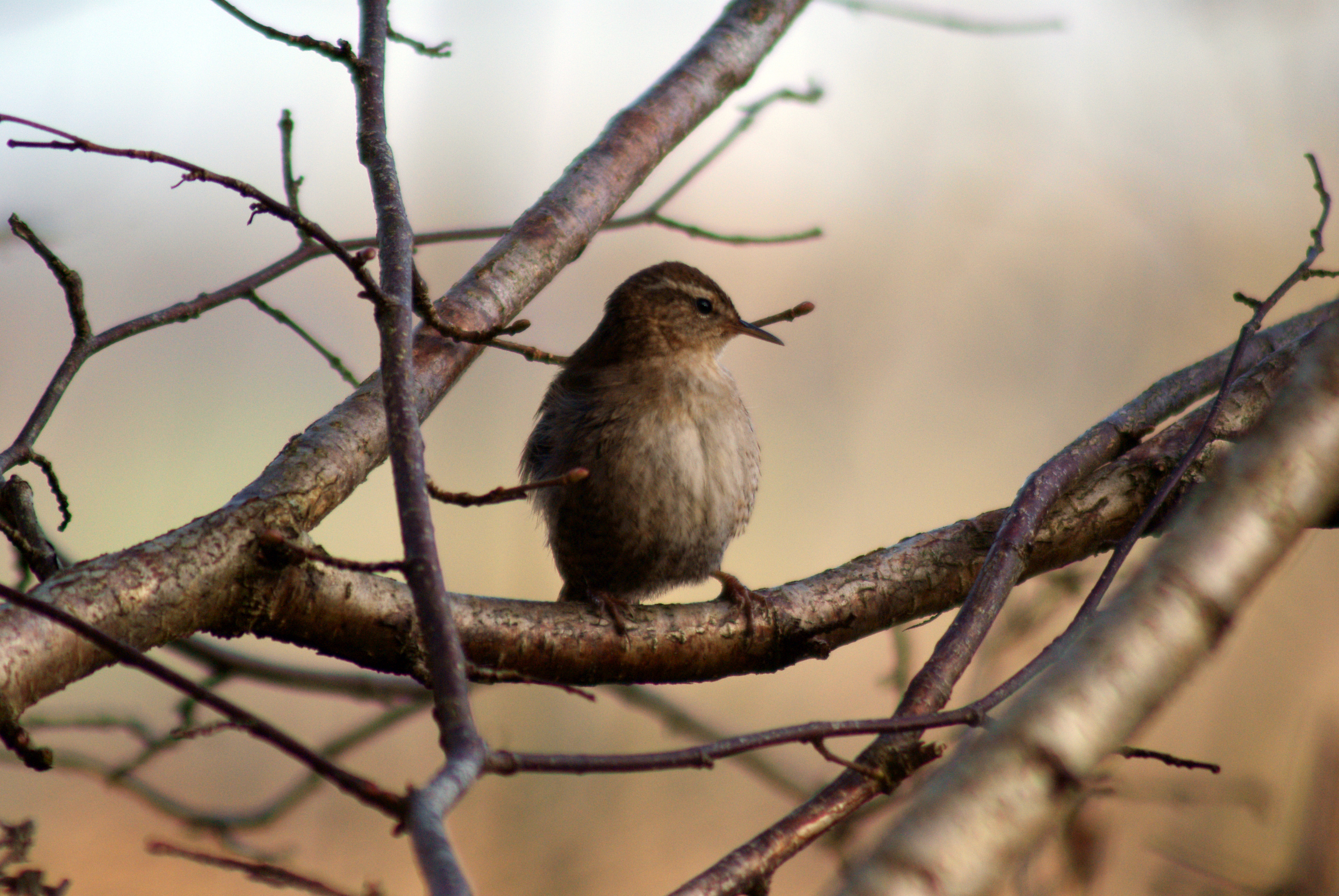
T. t. indigenus

- T. t. indigenus  Clancey, 1937 - アイルランドとグレートブリテン島に分布する。
- T. t. troglodytes (Linnaeus, 1758) - ヨーロッパ大陸の大部分の領域に分布する。
- T. t. kabylorum Hartert, 1910 - アフリカ北西部、スペインの南部とバレアレス諸島に分布する。
- T. t. koenigi  Schiebel, 1910 - フランスのコルシカ島とイタリアのサルデーニャに分布する。
- T. t. juniperi Hartert, 1922 - リビア北東部に分布する。
- T. t. cypriotes (Bate, 1903) - キプロスとトルコ南部からイスラエル北部にかけて分布する。
- T. t. hyrcanus Zarudny & Loudon, 1905 - クリミア半島、トルコ北部、コーカサス、イラン北部に分布する。
- T. t. zagrossiensis Zarudny & Loudon, 1908 - イラン西部に分布する。
- T. t. tianschanicus Sharpe, 1882 - アフガニスタン北東部から中央アジアの山地にかけて分布する。
- T. t. subpallidus Zarudny & Loudon, 1905 - イラン北東部からウズベキスタン南部にかけてとアフガニスタン北西部に分布する。
- T. t. magrathi (Whitehead, CHT, 1907) - アフガニスタン南東部とパキスタン西部に分布する。
- T. t. neglectus Brooks, WE, 1872 - ヒマラヤ山脈西部に分布する。
- T. t. nipalensis Blyth, 1845 - ヒマラヤ山脈の中部と東部に分布する
- T. t. idius (Richmond, 1907) - 中国中南部に分布する。
- T. t. szetschuanus Hartert, 1910 - 中国中西部に分布する。
- T. t. talifuensis (Sharpe, 1902) - 中国南部とミャンマー北東部に分布する。
- T. t. dauricus Dybowski & Taczanowski, 1884 - シベリア南東部、中国北東部、朝鮮半島、日本の対馬に分布する。
- T. t. pallescens  (Ridgway, 1883) - ロシアのカムチャッカ半島とコマンドルスキー諸島に分布する。
- T. t. kurilensis Stejneger, 1889 - 千島列島北部に分布する。
- T. t. fumigatus Temminck, 1835 - 亜種ミソサザイ。千島列島南部、樺太、日本に分布する。
- T. t. mosukei Momiyama, 1923 - 亜種モスケミソサザイ。伊豆諸島（青ヶ島、神津島、新島、八丈島、八丈小島、御蔵島、三宅島）に分布する[11]。
- T. t. ogawae Hartert, 1910 - 屋久島と種子島に分布する。
- T. t. taivanus Hartert, 1910 - 台湾に分布する。
- (T. t. orii) - 亜種ダイトウミソサザイ。絶滅した種で、南大東島に分布していた[注釈 1][12]。

## 種の保全状況評価

### ミソサザイ
国際自然保護連合（IUCN）により、2004年からレッドリストの軽度懸念（LC）の指定を受けている。
日本では亜種ミソサザイ（T. t. fumigatus）が、以下の都道府県でレッドリストの指定を受けている。
- 絶滅危惧II類（VU） - 大阪府
  - 要保護生物（C） - 千葉県[注釈 2][14]
- 準絶滅危惧（NT）- 東京都（北多摩、南多摩、西多摩地区）、愛知県[15]、長崎県
  - 希少種 - 滋賀県[注釈 3]

### モスケミソサザイ
日本の東京都伊豆諸島の固有亜種であるモスケミソサザイ（T. t. mosukei）は、環境省及び東京都のレッドリストで絶滅危惧IB類（EN）の指定を受けている。
絶滅危惧IB類 (EN)（環境省レッドリスト）

### ダイトウミソサザイ
日本の沖縄県の大東諸島南大東島の固有亜種であるダイトウミソサザイ（T. t. orii）は、環境省及び沖縄県のレッドリストで絶滅（EX）の種の指定を受けている。
絶滅（環境省レッドリスト）

## 人間との関係
日本では古くから知られている鳥で、古事記・日本書紀にも登場する。なお、古くは「ササキ」であったが時代が下り「サザキ」または「ササギ」「ミソササギ」等と言った。冬の季語とされている（季語一覧#冬）。江戸時代の俳人小林一茶が「みそさざい　ちっというても　日の暮るる」の句を詠んでいる。1710年（宝永7年）に、蘇生堂主人による鳥の飼育書の『喚子鳥』で描写されている。
グリム童話の『みそさざいと熊』で「鳥の王さま」と呼ばれていた。また、ヨーロッパコマドリと対になって現れることも多い。かつては、ヨーロッパコマドリがオス、ミソサザイがメスだと考えられており、「神の雄鳥」「神の雌鳥」として伝承中では夫婦とされていた。また、イギリスではヨーロッパコマドリが新年の魂を、ミソサザイが旧年の魂を宿しているとして、クリスマスや翌12月26日の聖ステファノの日に「ミソサザイ狩り」が行われていた。
森の王に立候補したミソサザイが、森の王者イノシシの耳の中に飛び込んで、見事にイノシシを倒したものの、だれも小さなミソサザイを森の王とは認めなかったという寓話が有名である。
また、ミソサザイはアイヌの伝承の中にも登場する。人間を食い殺すクマを退治するために、ツルやワシも尻込みする中でミソサザイが先陣を切ってクマの耳に飛び込んで攻撃をし、その姿に励まされた他の鳥たちも後に続く。最終的にはサマイクル神も参戦して荒クマを倒すという内容のもので、この伝承の中では小さいけれども立派な働きをしたと、サマイクルによってミソサザイが讃えられている。『ワシとミソサザイ』の童話の題材とされている。